# Batinski most
Batinski most, cyr. Батински мост (także Most 51. divizije, Мост 51. дивизије) – most graniczny nad Dunajem łączący chorwacką Batinę z serbskim Bezdanem.
Most stanowi połączenie komunikacyjne dwóch regionów – Baranii i Baczki. Jego powstanie pozwoliło skomunikować Osijek i Beli Manastir z Somborem. Jego długość wynosi 638 metrów. Za projekt i budowę odpowiadało belgradzkie przedsiębiorstwo Mostogradnja, a za przygotowanie konstrukcji stalowej węgierski Ganzmavag. Most do użytku oddano w 1974 roku.